# Salle de sport U2
La salle de sport U2 (finnois : Urheiluhalli U2), est un bâtiment de l'université de Jyväskylä construite sur Seminaarinmäki à Jyväskylä en Finlande.